# Rune Lindström
Rune Lindström (* 26. Mai 1944 in Sollefteå, Västernorrlands län) ist ein ehemaliger schwedischer Skirennfahrer sowie Weltmeisterschafts- und Olympiateilnehmer.

## Karriere
Bei den Olympischen Spielen 1964 und 1968 startete Lindström jeweils in der Abfahrt, im Riesenslalom und im Slalom. Sein bestes Ergebnis errang er mit dem elften Platz im Slalom 1968 mit 2,26 Sekunden Rückstand auf Jean-Claude Killy. In diesem Rennen lag der Schweizer Peter Frei eine Hundertstelsekunde vor Lindström, hinter ihm lag Ludwig Leitner. Alle anderen drei Schweden – Olle Rolén, Per-Olov Richardsson und Bengt-Erik Grahn – wurden in diesem Rennen disqualifiziert.
Bei den zeitgleich ausgetragenen Weltmeisterschaften war seine beste Platzierung der sechste Platz in der Kombination 1968, bei dem allerdings nur sechs Läufer in die Wertung kamen.
Im Weltcup kam Lindström vier Mal unter die besten zehn, seine beste Platzierung war der vierte Platz im Slalom vom 25. Februar 1968 in Oslo, wo er 63 Hundertstelsekunden Rückstand auf Patrick Russel hatte. Vor ihm lag Håkon Mjøen mit 54 Hundertstelsekunden Rückstand und hinter ihm Rick Chaffee mit 1,68 Sekunden Rückstand.

## Erfolge

### Olympische Spiele
- Innsbruck 1964: DNF in der Abfahrt, 24. im Riesenslalom, 26. im Slalom
- Grenoble 1968: 29. in der Abfahrt, 16. im Riesenslalom, 11. im Slalom

### Weltmeisterschaften
- Grenoble 1968: 6. in der Kombination

### Weltcupwertungen
| Saison  | Gesamt | Gesamt | Abfahrt | Abfahrt | Riesenslalom | Riesenslalom | Slalom | Slalom |
| Saison  | Platz  | Punkte | Platz   | Punkte  | Platz        | Punkte       | Platz  | Punkte |
| ------- | ------ | ------ | ------- | ------- | ------------ | ------------ | ------ | ------ |
| 1967    | 36.    | 3      |         |         |              |              | 23.    | 3      |
| 1968    | 29.    | 11     |         |         |              |              | 17.    | 11     |
| 1968/69 | 27.    | 16     |         |         | 19.          | 8            | 17.    | 8      |